# LaPorte Church of Christ
Die LaPorte Church of Christ ist eine unabhängige Kirche in Laporte, Colorado. Sie wurde von 1977 bis 2011 von Peter J. Peters geführt. Die Kirche gilt als der Christian-Identity-Bewegung zugehörig.

## Ideologie
Die LaPorte Church of Christ versteht sich als zivil-bürgerliche unabhängige Kirche. Die Ideologie besteht unter anderem aus antisemitischen und homophoben Versatzstücken. Bedient werden vor allem fundamentalistisch orientierte Christen, weniger aggressive Rechtsextremisten. Dennoch gibt es Berührungspunkte, unter anderem zu den Aryan Nations, deren Mitglied Louis Beam als Gastredner auftrat. Peters versucht auch rechtsextreme Skinheads anzusprechen, die nach Peters’ Überzeugung zwar noch nicht reif für die christliche Botschaft seien, die jedoch „im Gegensatz zu vielen weißen Amerikanern wenigstens ein rassistisches Bewußtsein entwickelt“ hätten.
Die Kirche wurde 1977 gegründet. Obwohl die Gemeinde weniger als 100 Mitglieder umfasst, zählte die Kirche Mitte der 1990er zu einer der wichtigsten Propaganda-Plattformen der Christian-Identity-Bewegung. Pastor Peter J. Peters leitete von ihr aus seinen Versandhandel Scriptures for American Ministries. An diesen Versandhandel ist ebenfalls ein Radiosender angeschlossen. Von 1993 bis 1995 strahlte Peters außerdem eine Fernsehsendung auf dem Keystone Inspiration Network aus. Im Mai 1995 wurde die Sendung auf Grund von Protesten der Anti-Defamation League abgesetzt. 1984 diente die Kirche als Treffpunkt von David Eden Lanes Terrororganisation The Order, die 1984 den Radiomoderator Alan Berg ermordete. Peters wurde jedoch mit dem Verbrechen nicht in Verbindung gebracht.
Seit 1984 veranstaltete Peters ein jährlich stattfindendes Bibelcamp, bei dem unter anderem Vertreter der extremen Rechten als Gastredner auftreten. Das Programm des Camps, das jedes Jahr an einem anderen Ort veranstaltet wird, besteht aus Predigten, musikalischen Aufführungen und christlichen Zeremonien. 1988 wurden dort die theologischen Grundpositionen der LaPorte Church of Christ unter dem Titel Remnants Resolves zusammengefasst.
1988 sammelte die Kirche Geld, um gegen einen Gesetzesvorschlag in Fort Collins vorgehen zu können, der die Rechte Homosexueller stärken sollte. 1989 erhob der Staat Colorado den Vorwurf politischer Tätigkeit gegen die Kirche und verhängte eine Strafe von 10 US-Dollar pro Tag, bis die Kirche sich als „Political Action Comitee“ registrieren und ihre Steuerschulden bezahlen würde. 1992 war der Betrag auf 10.000 US-Dollar angewachsen. Deshalb wurden die Konten der Kirche eingefroren und Besitz beschlagnahmt und anschließend in einer Auktion versteigert, bei der der Staat als einziger Bieter auftrat. Peters selbst weigerte sich, den Betrag aufzubringen, und verhöhnte den Staat in einer Anzeige als „Erpresser und engstirnigen Kirchenräuber“.
Ab den 2000er Jahren versuchte Peters die Christian-Identity-Ideologie weitestgehend abzulegen. Es bleiben jedoch weiterhin Anlehnungen an die White-Supremacy-Bewegung. Noch 2011 nach dem Tōhoku-Erdbeben 2011 schrieb er in einem Newsletter, dass Japan diese Katastrophe verdient hätte.
Am 7. Juli 2011 verstarb Peter J. Peters im Alter von 64 Jahren. Die Kirche sowie der Versandhandel wird seitdem von Gemeindemitgliedern weitergeführt.